# Megaselia nigriventris
Megaselia nigriventris är en tvåvingeart som beskrevs av Bridarolli 1951. Megaselia nigriventris ingår i släktet Megaselia och familjen puckelflugor. Inga underarter finns listade i Catalogue of Life.